# Ugolino della Gherardesca
Ugolino della Gherardesca (Pisa, 1210 circa – Pisa, 1289) è stato un politico e militare italiano ghibellino che patteggiò per i guelfi e comandante navale del XIII secolo.

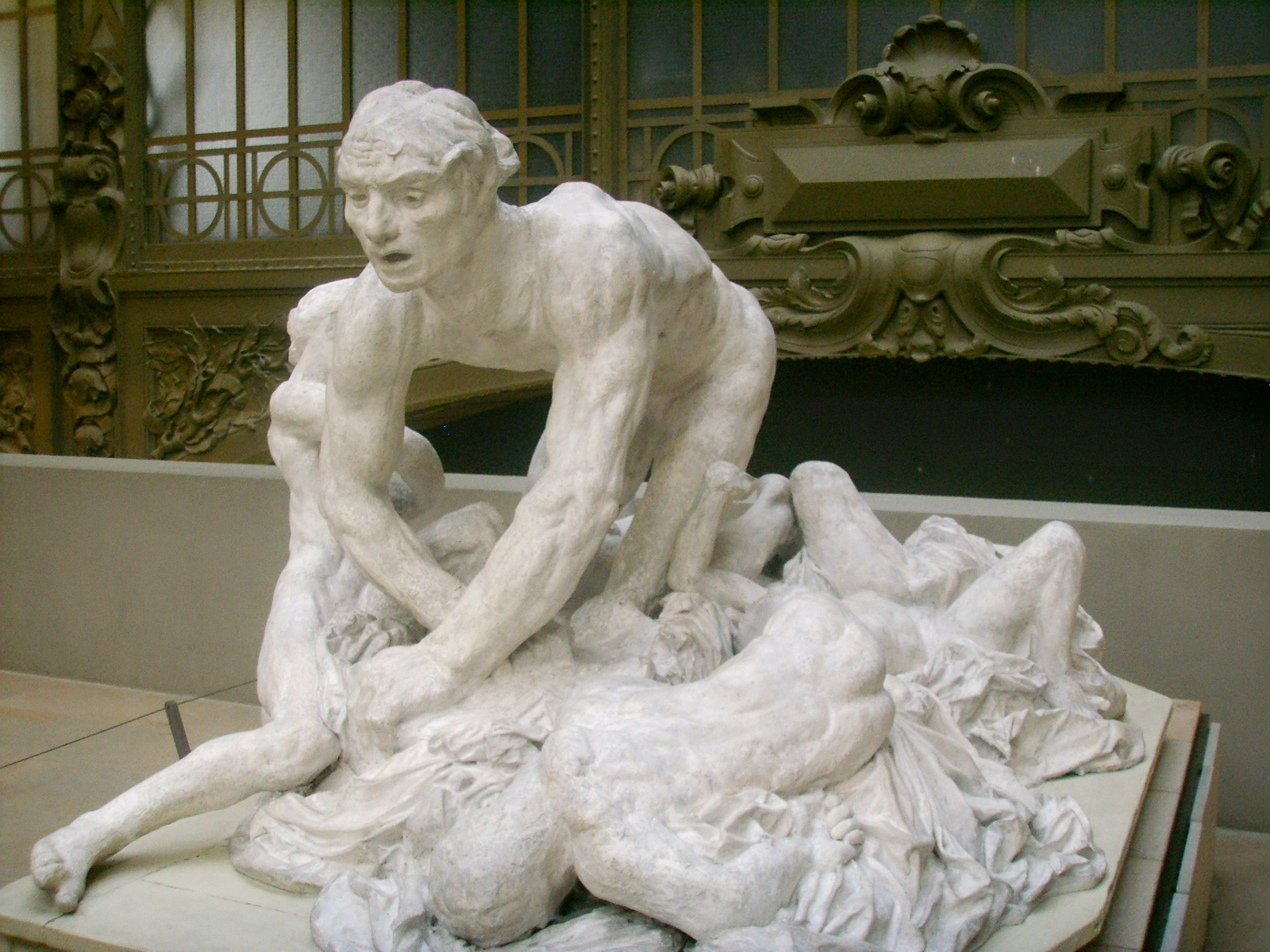
Auguste Rodin, il Conte Ugolino e i suoi figli, Musée d'Orsay, Parigi

Ugolino ricopriva un'importante serie di cariche nobiliari: Conte di Donoratico, secondo in successione come Signore del terzo Cagliaritano e Patrizio di Pisa; divenne Vicario di Sardegna nel 1252 per conto del re Enzo di Svevia e fu uno dei vertici politici di Pisa dal 18 aprile 1284 (come podestà) al 1º luglio 1288, giorno in cui fu deposto dal ruolo di capitano del popolo.
Gli attriti con Ruggieri degli Ubaldini (arcivescovo di Pisa nonché capofazione ghibellino) portarono la sua posizione a peggiorare a tal punto che finì con due suoi figli e due nipoti rinchiuso in una torre, dove morì per inedia nel 1289.
La sua figura fu rappresentata, vent'anni dopo, all'inizio del canto XXXIII dell'Inferno della Divina Commedia di Dante Alighieri.

## Storia

### Gioventù e passato militare
Ugolino nacque a Pisa da una famiglia di origine longobarda, della Gherardesca, che, grazie alle connessioni con il casato degli Hohenstaufen, godeva di possedimenti e titoli in Toscana (allora territorio della Repubblica di Pisa) e difendeva le posizioni dei ghibellini in Italia. Questo ben si adattava alle esigenze politiche di una città come Pisa, storicamente sostenitrice dell'Impero.
Egli era però passato alla fazione guelfa grazie a una serie di frequentazioni e a un'amicizia profonda col ramo pisano dei Visconti, tanto che una delle sue figlie, Giovanna, venne data in sposa a Giovanni Visconti, Giudice di Gallura (un'altra sua figlia, Giacomina, sposò nel 1287 il Giudice di Arborea Giovanni). Tra il 1256 e il 1258 fu impegnato assieme a Gherardo della Gherardesca e gli alleati sardi in varie guerre contro il Giudicato di Cagliari di cui, a seguito della spartizione dello stesso nel 1258, ottenne una vasta porzione nella parte occidentale dove favorì la nascita dell'importante città mineraria di Villa di Chiesa. Tra il 1271 e il 1274 guidò una serie di disordini contro il podestà imperiale ai quali partecipò lo stesso Visconti, i quali finirono con l'arresto di Ugolino e l'esilio per Giovanni. Morto Giovanni nel 1275, Ugolino fu mandato in esilio – un confino terminato qualche anno dopo manu militari, grazie all'aiuto di Carlo I d'Angiò. In Sardegna risiedette soprattutto nel castello di Acquafredda a Siliqua.
Nuovamente inserito nel tessuto politico pisano, fece valere la propria formazione diplomatica e bellica: nel 1284, come uno dei comandanti della flotta della repubblica marinara, ottenne piccole vittorie militari contro Genova nella guerra per il controllo del Tirreno che era scoppiata quello stesso anno. Partecipò anche alla battaglia della Meloria del 1284, dove Pisa fu pesantemente sconfitta e in seguito alla quale perse territorio e influenza.
Secondo alcune testimonianze dell'epoca, durante la battaglia, Ugolino non riuscì a concludere alcune manovre navali, in particolare il ritiro di alcuni vascelli da una parte dello specchio d'acqua per rinforzarne altri: si convenne dunque che Ugolino stesse cercando di scappare con le forze a sua disposizione; si generò perciò il sospetto che fosse null'altro che un disertore, fermato più dal precipitare degli eventi che da un effettivo ripensamento.

### Ascesa politica e trattative di pace
Conclusa l'esperienza con la marina, e nonostante le accuse che gli venivano rivolte, Ugolino fu nominato prima podestà (1284) e poi capitano del popolo (1286) assieme al figlio di Giovanni Visconti, Nino, suo nipote. Egli ricopriva questa carica in un momento difficilissimo per la Repubblica: approfittando infatti della semi-distruzione della flotta pisana, Firenze e Lucca, tradizionalmente guelfe, attaccarono la città. Avere un vertice guelfo a capo di una città ghibellina avrebbe aumentato le possibilità di dialogo e smorzato i contrasti tra i governi, a patto di poter contare su una personalità solida.
Ugolino prese per prima cosa contatti con Firenze, che li pacificò corrompendo, per mezzo delle sue cospicue amicizie, alcune alte cariche della città. In qualità di uomo più influente di Pisa prese poi contatti coi Lucchesi, che desideravano la cessione dei castelli di Asciano, Avane, Ripafratta e Viareggio; pur sapendo che per Pisa si trattava di una concessione troppo ampia, essendo tali piazzeforti una serie di punti chiave del sistema difensivo cittadino, acconsentì alle pretese di Lucca, convenne poi in segreto di lasciarle senza difesa. Alla conclusione dell'operazione, che fattivamente poneva fine al conflitto, Pisa manteneva il controllo delle sole fortezze di Motrone, Vicopisano e Piombino.
I negoziati di pace con Genova non furono meno dolorosi: riguardo al fallimento delle trattative esistono due versioni, probabilmente diffuse dalle fazioni politiche coinvolte. Secondo una leggenda di chiara origine ghibellina, Ugolino decise di non cedere alle richieste genovesi – il passaggio di mano della rocca di Castello di Castro, l'odierna Cagliari – in cambio dei prigionieri pisani per impedire il rientro di alcuni capi ghibellini imprigionati a Genova. Secondo una voce più probabilmente guelfa, alcuni tra i prigionieri avevano dichiarato, interpretando l'umore di tutti, che avrebbero preferito morire piuttosto di vedere una piazzaforte costruita dagli antenati cadere senza combattere, e se fossero stati liberati avrebbero impugnato le armi contro chiunque avesse consentito uno scambio tanto disonorevole.

### Potere assoluto e lotte intestine

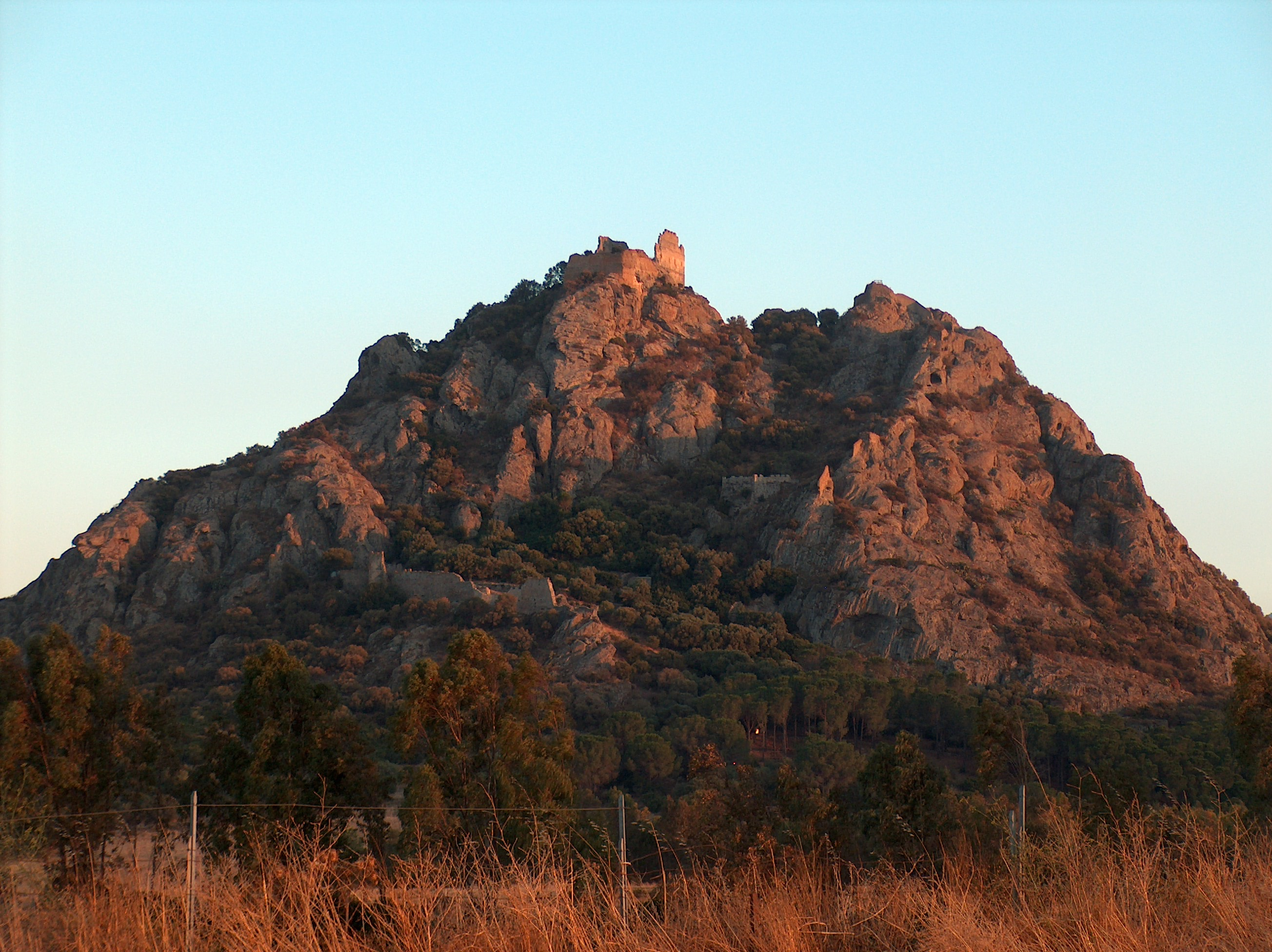
Il castello di Acquafredda presso Siliqua (dimora del conte in Sardegna)

L'insieme delle trattative riuscì ad accontentare chiunque tranne Pisa e i pisani. I ghibellini cominciarono a vedere il Conte Ugolino come un traditore sia in battaglia sia in politica, per essere passato alla parte guelfa in gioventù, per la presunta diserzione della Meloria e per il sacrificio dei capi ghibellini a Genova, al momento destinati alla vendita come schiavi. I guelfi lo consideravano troppo ambiguo, perché privo di una vera affidabilità per le sue origini ghibelline, per la concessione dei castelli ai nemici e per la troppa avidità di ricchezze e potere, per costituire una guida sicura per la città. Il duumvirato con Nino Visconti, suo nipote, ebbe dunque vita breve: costui decise di appropriarsi del titolo di podestà insediandosi nel palazzo comunale, si avvicinò alla maggioranza ghibellina entrando in contatto con l'arcivescovo Ruggieri degli Ubaldini, capofazione del patriziato e dei sostenitori dell'Impero.
Il Conte reagì con assoluta fermezza: nel 1288, come già citato, giunse a Pisa una delegazione di ambasciatori genovesi per trattare la pace e decidere sulla sorte dei numerosi prigionieri della Meloria, per la cui liberazione si era dunque deciso di abbassare il riscatto: anziché la cessione di Castello di Castro, Genova si sarebbe accontentata di una somma in denaro.
Prima di questo, il Conte scacciò e fece demolire i palazzi di alcune famiglie ghibelline prominenti, occupò con la forza il palazzo del Comune, ne scacciò il nuovo podestà e si fece proclamare signore di Pisa. Ugolino, all'apice del potere, vide però una minaccia nel ritorno dei prigionieri, perché questi gli avevano giurato vendetta per il fallimento delle trattative iniziali: in risposta alla legazione, che rientrò a Genova a mani vuote, Pisa cominciò ad aggredire i mercantili genovesi nell'alto Tirreno, per mano dei corsari sardi. Per evitare che anche il nipote Nino diventasse una minaccia all'unità del proprio potere, Ugolino fece rientrare in città alcune delle famiglie ghibelline scacciate (i Gualandi, i Sismondi e i Lanfranchi), le cui milizie si unirono a quelle dei della Gherardesca: una mossa che valse una parziale tregua con Ruggieri degli Ubaldini, il quale finse di non vedere quando il Visconti gli chiese appoggio contro le forze politiche schierate contro di lui.

### Esasperazione popolare e vendetta

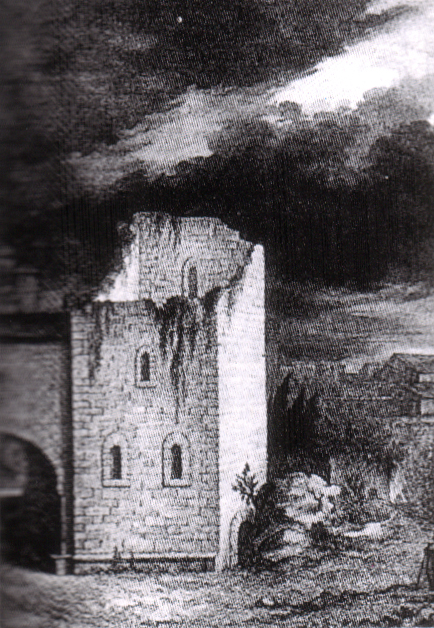
Un'incisione che ricostruisce l'aspetto della Torre della Fame (1865)

Esiliato il nipote, il conte Ugolino si permise il lusso di rifiutare un'alleanza con l'arcivescovo in un delicato momento per la storia della Repubblica: Pisa soffriva di un drammatico caroviveri, che limitava la circolazione delle merci e impediva l'approvvigionamento della popolazione. Il casus belli fu l'uccisione di Farinata di Pisa, nipote dell’arcivescovo Ruggieri, intorno al 1287, perpetrata da Ugolino, che il 1º luglio 1288 si ritrovò coinvolto in una serie di attacchi da parte di alcune famiglie pisane (gli Orlandi, i Gualandi, i Sismondi, i Lanfranchi, e i Ripafratta).
L'arcivescovo finse di cercare un accordo con Ugolino, anche per eliminare definitivamente il Visconti, ma quando il conte, fidandosi, rientrò a Pisa, venne catturato e condannato per tradimento a causa dei castelli ceduti. Insieme a figli e nipoti, fu rinchiuso nella Torre della Muda, una torre dei Gualandi, così chiamata perché prima di allora era usata per tenervi le aquile durante il periodo della muta. Per volontà dell'arcivescovo, nel 1289 fu dato ordine di gettare la chiave della prigione nell'Arno, e di lasciare i cinque prigionieri morire di fame. Si dice che il conte fece vestire la servitù con abiti lussuosi e i figli con abiti di servitori facendoli scappare. Ancor oggi sono in vita gli eredi del conte Ugolino della Gherardesca.

## La leggenda

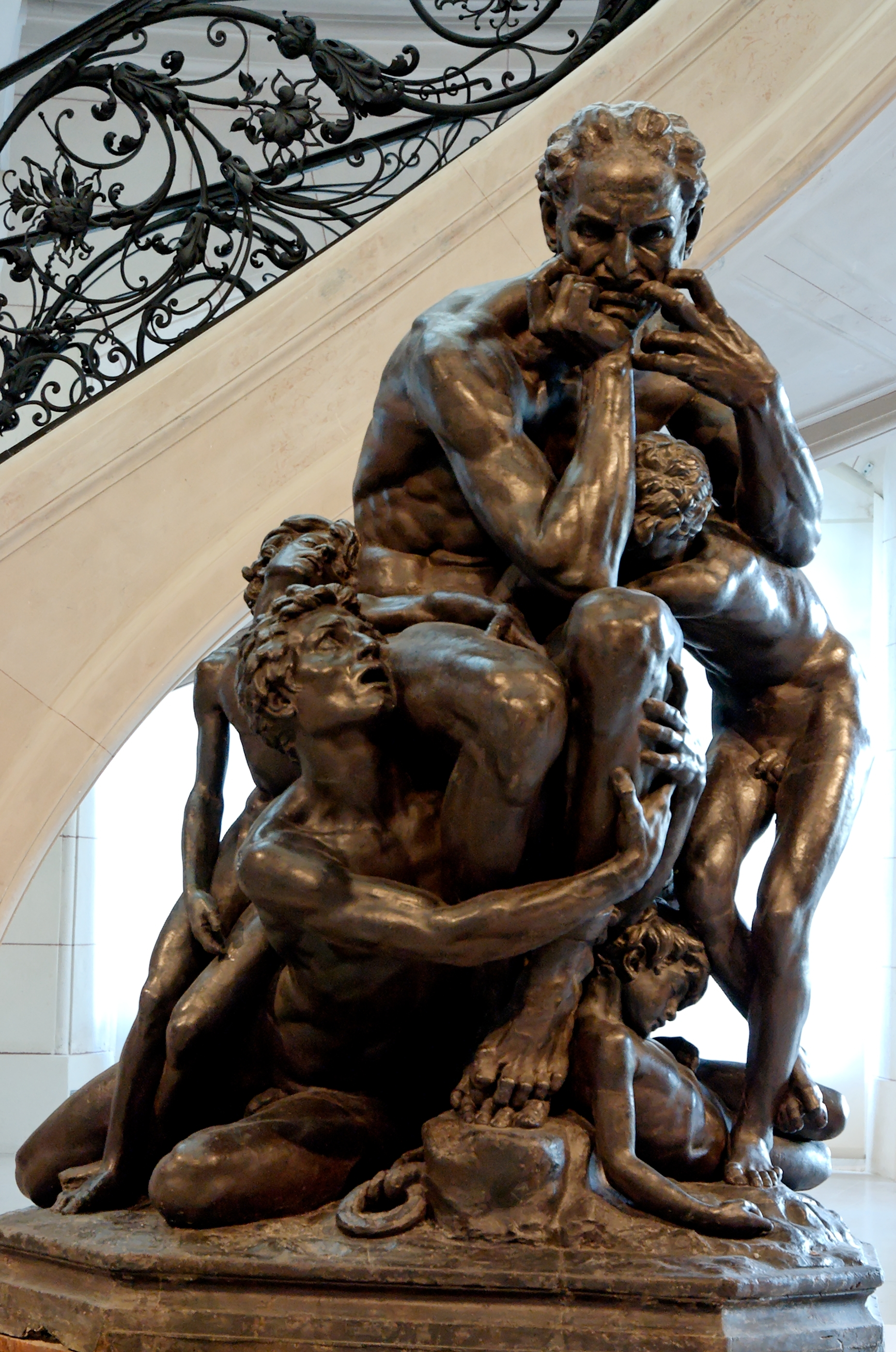
Ugolino e i suoi figli, di Jean-Baptiste Carpeaux, al Petit Palais, Parigi

Se la tradizione biografica di Ugolino della Gherardesca trova riscontro in alcuni documenti storici, la terribile fine del conte, nei suoi tragici aspetti, deve invece la sua fama e la sua diffusione esclusivamente a Dante Alighieri, che lo colloca nell'Antenora, la seconda zona del nono cerchio dell'Inferno, dove vengono puniti i traditori della patria (canti XXXII e XXXIII). Ugolino, immerso nelle acque gelate di Cocito, appare come un dannato vendicatore, che divora brutalmente la testa dell'arcivescovo Ruggieri:
Quivi morì; e come tu mi vedi,
vid'io cascar li tre ad uno ad uno
tra 'l quinto dì e 'l sesto; ond'io mi diedi,
già cieco, a brancolar sovra ciascuno,
e due dì li chiamai, poi che fur morti
Poscia, più che 'l dolor poté 'l digiuno".
Quand'ebbe detto ciò, con li occhi torti
riprese 'l teschio misero co' denti,
che furo a l'osso, come d'un can, forti.»
(Inferno, canto XXXIII, vv. 67-78)
Secondo Dante, i prigionieri, consumati dal digiuno, si spensero dopo una lunga agonia; ma, prima di morire, i figli di Ugolino lo pregarono di cibarsi delle loro carni, pronunciando la frase: "Padre, assai ci fia men doglia se tu mangi di noi: tu ne vestisti queste misere carni, or tu le spoglia".
Così facendo, Dante fornisce un'informazione che può essere interpretata in due modi: da un lato, si può pensare che il conte, ormai al limite delle sofferenze, si sia cibato dei figli; dall'altro, Ugolino, dopo una prima resistenza al dolore, potrebbe essere stato sopraffatto dalla fame e ucciso dall'inedia. D'altra parte, riesce difficile ipotizzare che il conte Ugolino, quasi ottantenne, possa essere sopravvissuto ai figli e nipoti, molto più giovani e quindi resistenti.
La prima opzione fu quella che convinse inizialmente la maggior parte del pubblico della Commedia: per questa ragione Ugolino è passato alla storia come «Il conte cannibale» ed è spesso rappresentato in uno stato di costernazione, mentre si morde le mani ("ambo le man per lo dolor mi morsi", Inferno, canto XXXIII, v. 58), come nelle sculture La porta dell'inferno di Auguste Rodin, e Ugolino e i suoi figli di Jean-Baptiste Carpeaux.
Studi più recenti hanno invece portato gli studiosi a optare per la seconda scelta, secondo la quale il conte sarebbe morto per una fame che lo opprimeva da quasi una settimana. Inoltre, gli studi sulle abitudini dei prigionieri possono far pensare che il terribile atto di cannibalismo non sia mai stato attuato.

## L'abitazione di Ugolino
L'abitazione di Ugolino, sita sul Lungarno, dopo la sua morte, venne abbattuta e sul terreno venne sparso del sale, e venne proibita la costruzione di un qualsiasi edificio sulle proprietà della famiglia del conte. A oggi, è ancora l'unico spazio verde che si affaccia sull'Arno a Pisa, sulla riva meridionale del fiume, sede dell'attuale Consorzio Di Bonifica del Basso Valdarno, affacciante su Lungarno Galilei, ma accessibile da via San Martino n. 60. Il palazzo, chiamato in precedenza "Palazzo Fiumi e Fossi", circonda questo giardino ed è costruito sul corpo (alcuni dicono che il disegno fosse addirittura di mano di Michelangelo) di due antichi palazzi acquistati da due fratelli ebrei. La figlia di uno di questi a fine '800, mise lo stabile nella disponibilità di un affarista, che ne fece alterni usi fino alla definitiva vendita all'inizio del '900. Il palazzo conserva begli affreschi del XVI secolo, tra cui quello maestoso del primo piano e quello del piano terra chiamato "ciclo delle ninfe". Anche le scale sono coperte da decorazioni che ricordano quelle di Castel sant'Angelo a Roma e restaurate negli anni 1980. Curiosità nella curiosità: l'affarista, dopo aver concluso la vendita chiese un supplemento di novemila lire per tenersi l'affresco a soggetto mitologico, per poi rivenderlo al museo di Lipsia. Alla fine si accordarono per ulteriori tremila lire oltre la cifra pattuita perché "i Pisani non potevano perdere una tale bellezza".
Nel 2016 sono stati fatti degli scavi nel giardino antistante il palazzo del consorzio di bonifica Basso Valdarno e sono state trovate evidenze di un pavimento e delle fondazioni della precedente abitazione di Ugolino, il tutto in linea secondo le leggi antimagnatizie in vigore all'epoca nella Repubblica.

## Le recenti analisi
Nel 2002, l'antropologo Francesco Mallegni trovò quelli che vennero considerati come i resti di Ugolino e dei suoi familiari. Le analisi del DNA delle ossa evidenziarono che si trattava di cinque individui di tre generazioni della stessa famiglia (padre, figli e nipoti), e ricerche effettuate sugli attuali discendenti dei della Gherardesca portarono alla conclusione che i resti umani appartenevano a membri della stessa famiglia, con uno scarto del 2%, fatto peraltro più che ovvio trattandosi di una cappella funeraria privata.
Il paleodietologo che seguì la ricerca non crede ci sia stato alcun cannibalismo: le analisi delle costole del presunto scheletro di Ugolino hanno rivelato tracce di magnesio ma non di zinco, che sarebbe invece evidente nel caso in cui avesse consumato carne nelle settimane prima del decesso.
Risulterebbe abbastanza evidente, invece, l'inedia di cui hanno sofferto le vittime prima della morte: Ugolino era un uomo molto anziano per l'epoca ed era quasi senza denti quando fu imprigionato, il che rende ancor più improbabile che sia sopravvissuto agli altri e abbia potuto cibarsene in cattività.
Inoltre, Mallegni ha sottolineato che il più anziano degli scheletri aveva la scatola cranica danneggiata: se si trattava di Ugolino, si può affermare che la malnutrizione ha peggiorato sensibilmente le sue condizioni, ma non è stata l'unica causa di morte.
Tuttavia, nel 2008 la Soprintendente ai Beni Archivistici della Toscana Paola Benigni ha smentito tali teorie, affermando, attraverso un attento studio storico, che non si poteva trattare di Ugolino e famiglia.